# Olga Seryabkina
Olga Yurievna Seryabkina (russo: Ольга Юрьевна Серябкина; nasceu em 12 de abril de 1985, em Moscou, na Rússia, na época era URSS) é uma das três integrantes do grupo Serebro. E autora da maioria das canções do grupo, além de escrever também para outros artistas e seu projeto solo "Molly". Com 6-7 anos começou a se envolver em dança de salão. Aos 17 anos, ela recebeu o título de Master of Sports Candidato, pois participou em competições internacionais. Ela se formou na escola de arte no departamento de pop cantando. Além de ser também tradutora de inglês e alemão. De 2004 a 2006, foi vocalista e dançarina do grupo Irakli. No ano seguinte juntou-se ao grupo Serebro, onde conheceu Elena Temnikova e Marina Lizorkina. Neste ano o grupo participou do festival "Eurovision" ficando em 3°lugar. Nesse mesmo ano, Seryabkina começou a escrever canções para o grupo e para outros artistas produzidos por Max Fadeev.
No final de 2014, com a nova formação do grupo Serebro, composta por Olga Seryabkina, Daria (ou Dasha) Sashina e Polina Favorskaya, Seryabikina deu inicio ao seu projeto solo, MOLLY lançando três faixas inéditas e dois clipes. Desde então vem conciliando sua carreira tanto no SEREBRO com sua carreira solo sob o nome MOLLY,
Em abril de 2017, Olga lançou seu primeiro livro de poesias "Тысяча М".
| Ano  | Clipe                       | Albúm      |
| ---- | --------------------------- | ---------- |
| 2007 | Song Number One / «Песня #1 | ОпиумRoz   |
| 2007 | Дыши                        | ОпиумRoz   |
| 2008 | Опиум                       | ОпиумRoz   |
| 2008 | Скажи, не молчи             | ОпиумRoz   |
| 2009 | Сладко                      | Mama Lover |
| 2010 | Не время                    | Mama Lover |
| 2011 | Давай держаться за руки     | Mama Lover |
| 2011 | Мама Люба» / «Mama Lover    | Mama Lover |
| 2012 | Мальчик                     | Mama Lover |
| 2012 | Gun                         | Mama Lover |
| 2012 | Angel Kiss                  | Mama Lover |
| 2013 | Mi mi mi                    | -          |
| 2013 | Мало тебя                   | -          |
| 2013 | Угар» (feat. DJ M.E.G.)     | -          |
| 2014 | Я тебя не отдам             | -          |
| 2015 | Kiss                        | -          |
| 2013 | Перепутала                  | -          |

| Faixa Solo                       |  |  | Ano  |
| -------------------------------- |  |  | ---- |
| Kill Me All Night Long           |  |  | 2014 |
| Holy Molly                       |  |  | 2015 |
| For ma ma                        |  |  | 2015 |
| ZOOM                             |  |  | 2015 |
| Я ПРОСТО ЛЮБЛЮ ТЕБЯ              |  |  | 2016 |
| STYLE                            |  |  | 2016 |
| Вечерний Ургант. feat. Егор Крид |  |  | 2017 |